# Takashi Soeda
Takashi Soeda (japanisch 添田 隆司 Soeda Takashi; * 15. März 1993 in der Präfektur Tokio) ist ein ehemaliger japanischer Fußballspieler.

## Karriere
Soeda erlernte das Fußballspielen in der Jugendmannschaft von Yokogawa Musashino und der Universitätsmannschaft der Universität Tokio. Seinen ersten Vertrag unterschrieb er 2015 bei Fujieda MYFC. Der Verein spielte in der dritthöchsten Liga des Landes, der J3 League. Für den Verein absolvierte er 10 Ligaspiele. Im August 2017 wechselte er zu Amitie SC Kyoto. Ende 2017 beendete er seine Karriere als Fußballspieler.